# Exciter (effect)
Een exciter, ook wel "harmonic exciter" of aural exciter genoemd, is een signaalbewerkingstechniek die een signaal kan verbeteren door het toepassen van dynamische equalisatie, fasebewerking, en door het toevoegen van een subtiele hoeveelheid harmonische vervorming. In principe wordt het variabele spectrum van de ruis door de exciter omgezet in harmonischen van het hoofdsignaal. Hierdoor wordt de ruis omgezet in het hoofdsignaal zelf, waardoor het in feite weggefilterd is, maar omdat het ook frequenties aan het spectrum toevoegt, wordt het signaal ook als helderder ervaren.

## Werking
Het klankbeeld van het signaal verandert door de exciter, waardoor het transparanter klinkt en beter te lokaliseren is. 

## Uitvoering
Oorspronkelijk werden exciters gemaakt met buizentechniek, maar tegenwoordig worden ze als plug-in voor geluidsbewerkingsprogramma's aangeboden.

## Aural exciter
Een van de eerste exciter effecten was de zogenaamde aural exciter. Deze is in het midden van de jaren zeventig ontwikkeld door Aphex Electronics. Hiermee kan de helderheid van geluid worden verbeterd door gebruik te maken van faseverschuiving van het ingangssignaal. In eerste instantie werden deze apparaten door Aphex verhuurd, maar toen het apparaat begon aan te slaan, werden ze al snel los verkocht. Vandaag de dag zijn er vele fabrikanten die een Aural Exciter onder licentie verkopen. 